# Ballinakill
Ballinakill (irl. Baile na Coille) – miejscowość w hrabstwie Laois w Irlandii położona przy drodze R432 między Abbeyleix, Ballyragget i Castlecomer w hrabstwie Kilkenny. Liczba ludności: 435 (2011).
Na głównym placu miasta znajduje się pomnik upamiętniający poległych w czasie irlandzkiej rewolucji 1798: Comerforda, Crennana, Geoghana, McEvoya, Fagana i Foxa. Pominik wzniesiony został w setną rocznicę tego wydarzenia w 1898 roku.

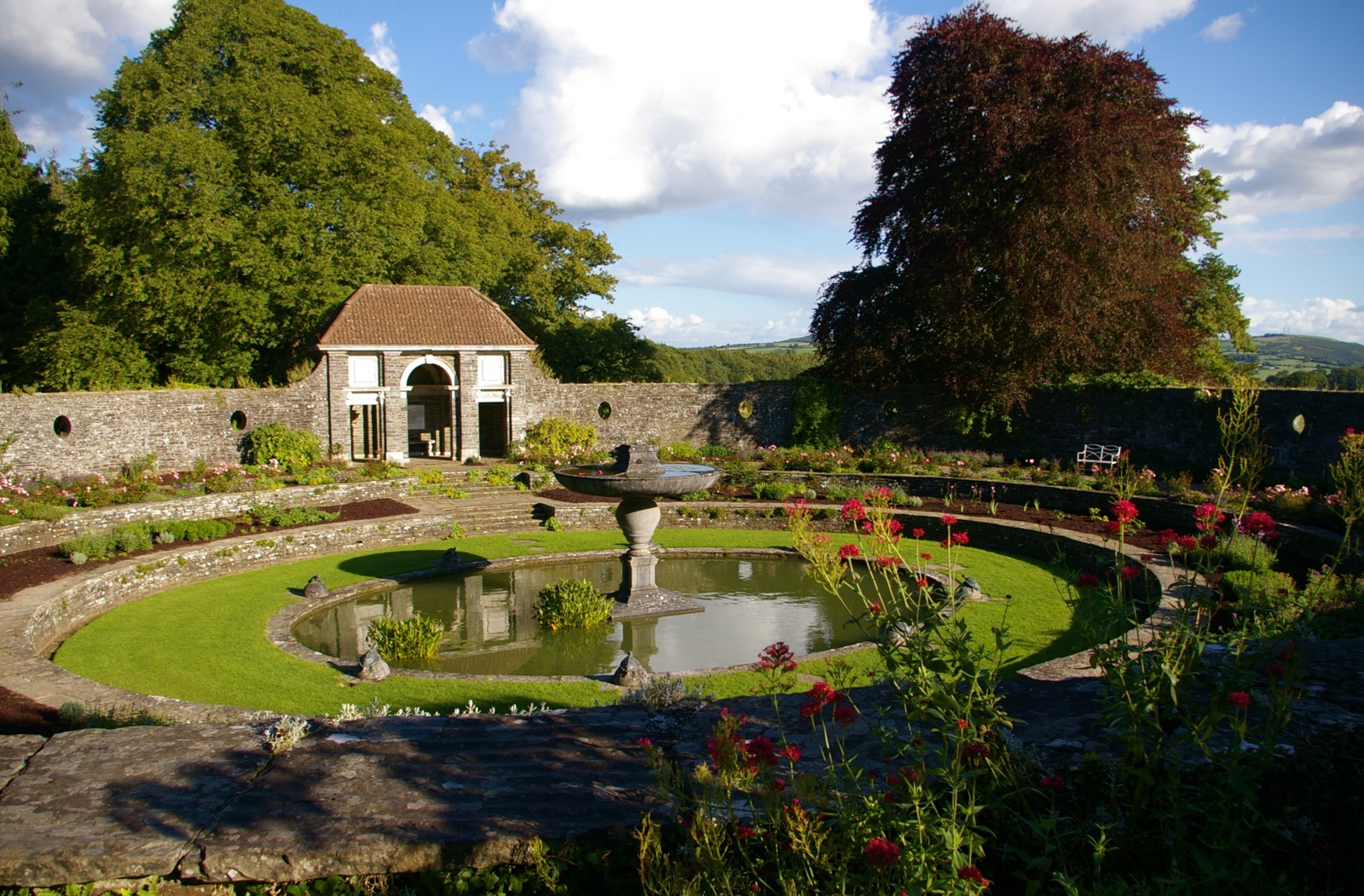
Ogrody Heywood

W Ballinakill znajdują się ogrody Heywood (Heywood Gardens). Pierwotny ogród założono w 1773 roku. Do budowy ozdobnych gotyckich ruin na jego terenie użyto kamienia z ruin klasztoru w Aghaboe. Obecny ogród w romantycznej manierze zaprojektował Edwin Lutyens (1869–1944) w 1906 roku dla rodziny Poe’ów. Jest to jeden z pięciu ogrodów tego projektanta w Irlandii, pozostałe to: trzy publiczne ogrody w Dublinie, War Memorial Garden, Islandbridge i The People’s Garden Parnell Square oraz prywatny ogród na wyspie Lambay. Głównym elementem założenia jest tzw. sunken garden, czyli ogród położony poniżej otaczającego go terenu, z kamiennymi murkami, schodami prowadzącymi do centralnego punktu jakim jest okrągły basen z fontanną.